# Saint-Michael
Pour les articles homonymes, voir Michael.
Ne doit pas être confondu avec le district mannois de Michael et le sheading de Michael.

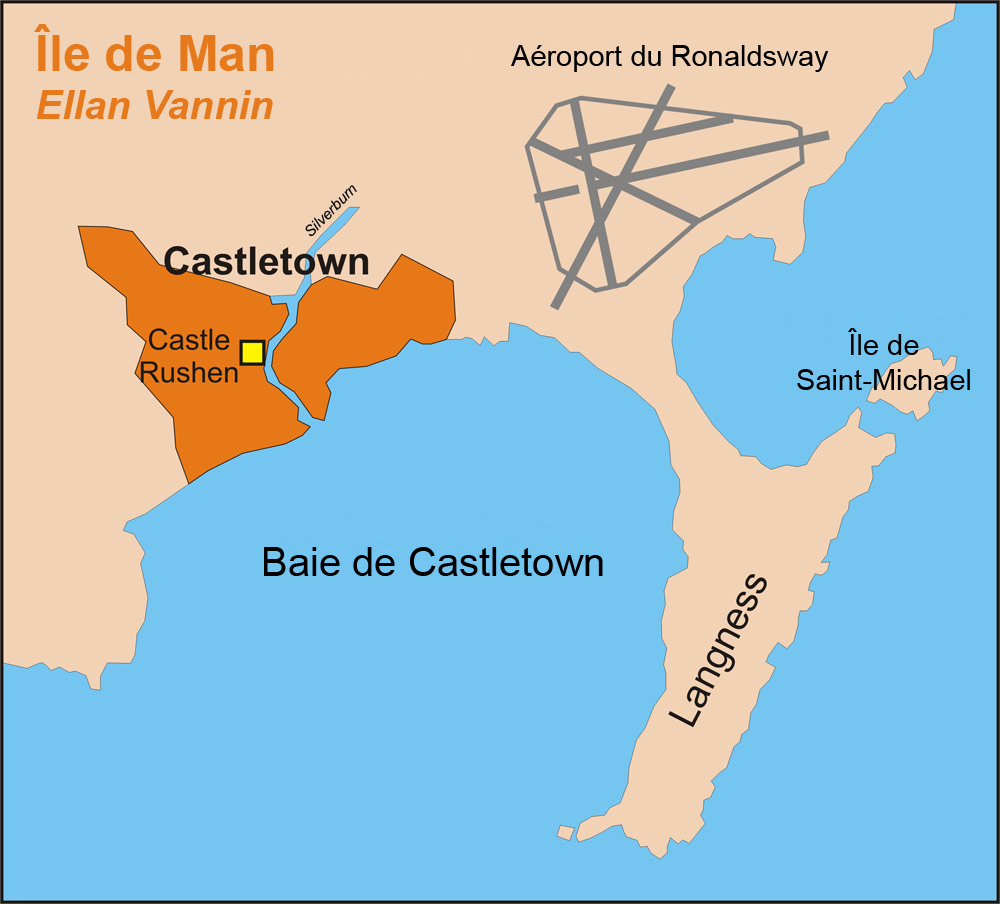
Carte de la péninsule de Langness, de l'île Saint-Michael, de l'aéroport du Ronaldsway et de Castletown

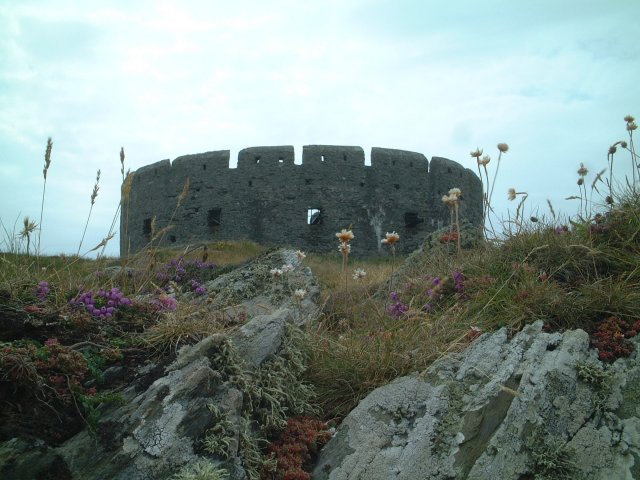
Fort de Derby sur l'île Saint-Michael.

L’île de Saint-Michael, en mannois Ynnys Vaayl, appelée populairement Fort Island, est une petite île située à proximité des côtes sud-est de l’île de Man, dans la paroisse de Malew, à l’extrémité nord de la péninsule de Langness à laquelle elle est reliée par une chaussée.

## Monuments
L’île abrite deux ruines fermées au public :
- la chapelle Saint-Michael, bâtie au XIIe siècle au sud de l’île par des Celtes à l’emplacement d'une ancienne chapelle plus ancienne, et
- le fort de Derby, bâti au XVIIe siècle au nord de l’île par James Stanley, 7e comte de Derby, durant la Première Révolution anglaise afin de protéger le bourg de Derbyhaven.

## Environnement
L’île constitue en outre une réserve ornithologique.

## Référence
- (en) Cet article est partiellement ou en totalité issu de l’article de Wikipédia en anglais intitulé « St. Michael's Isle » (voir la liste des auteurs).